# Каприно-Бергамаско
Каприно-Бергамаско, Каприно-Берґамаско (італ. Caprino Bergamasco) — муніципалітет в Італії, у регіоні Ломбардія,  провінція Бергамо.
Каприно-Бергамаско розташоване на відстані близько 500 км на північний захід від Рима, 39 км на північний схід від Мілана, 16 км на північний захід від Бергамо.
Населення — 3070 осіб (2014).
Щорічний фестиваль відбувається 3 лютого. Покровитель — святий Власій.

## Демографія
Населення за роками:

Станом на 1 січня 2023 року в муніципалітеті офіційно проживав 231 іноземець з 30 країн, серед них 55 громадян країн Євросоюзу та 17 громадян України.

## Сусідні муніципалітети
- Чизано-Бергамаско
- Палаццаго
- Понтіда
- Ронкола
- Торре-де'-Бузі